# Ngawang Künga Thegchen Pelbar
| Tibetische Bezeichnung                                                     |
| -------------------------------------------------------------------------- |
| Tibetische Schrift: ངག་དབང་ཀུན་དགའ་ཐེག་ཆེན་དཔལ་འབར་འཕྲིན་ལས་བསམ་འཕེལ་དབང་གྱི་རྒྱལ་པོ། |
| Wylie-Transliteration: ngag dbang kun dga' theg chen dpal 'bar             |

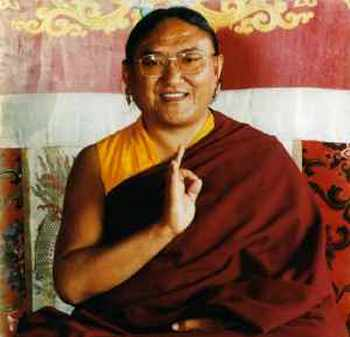
Ngawang Künga Thegchen Pelbar

Ngawang Künga Thegchen Pelbar (tib.: ngag dbang kun dga’ theg chen dpal ’bar ; * 1945) war von 1951 bis 2017 der einundvierzigste Abt des Sakya-Klosters und Thronhalter (Sakya Thridzin) der Sakya-Schule des tibetischen Buddhismus. In dem in Indien von ihm gegründeten Sakya College in Rajpur, Himachal Pradesh, werden die Traditionen des Sakya-Klosters fortgeführt. 